# ГМЗ
ГМЗ (Гусеничный минный заградитель) — машина, предназначенная для механизированной установки противотанковых мин.
Разработана в ОКБ-3 УЗТМ, главный конструктор — Г. С. Ефимов.

## Описание конструкции
Объект 118 сконструирован на базе САУ СУ-100П и имеет сварной стальной корпус.
Кабина герметизирована, снабжена ФВУ, что позволяет работать на химически или радиоактивно загрязнённой местности.

### Вооружение
В качестве основного вооружения используется 7,62-мм пулемёт ПКТ. Боекомплект составляет 1000 патронов.
Для установки на поле боя, ГМЗ снабжён противотанковыми минами ТМ-57, ТМ-62 и ТМ-89. Мины снабжены контактными и неконтактными взрывателями. Возимый комплект составляет 208 мин.

## Модификации
- Объект 118 — базовый вариант
- ГМЗ-2 — модифицированная версия, устранён ряд недостатков базового варианта, в том числе появилась возможность дозарядки боекомплекта мин (в базовом варианте перед перезарядкой необходимо было израсходовать весь боекомплект мин)
- ГМЗ-3 — современная модификация ГМЗ, разработанная на УЗТрМ. Из особенностей: вместе с ТДА (термо-дымовой аппаратурой) установлены шесть гранатомётов системы постановки дымовой завесы 902В «Туча», для стрельбы 81-мм дымовыми гранатами[2][4]

## Служба и боевое применение
1. Афганская война (1979—1989)
2. Вооружённый конфликт в Приднестровье — 3 гусеничных минных заградителя находились на вооружении Приднестровских вооружённых сил. Участвовали 2 марта 1992 года в боях, одна машина была уничтожена[5].